# Antoni Sors i Ferrer
Antoni Sors i Ferrer (Sant Vicenç de Montalt, 22 d'octubre del 1949 – Lhotse Shar, Nepal, 27 de setembre del 1987) va ser un alpinista i escalador català, famós per haver format part de la primera ascensió catalana a l'Everest, el 28 d'agost del 1985.

## Biografia
Fuster d'ofici i amb una gran formació autodidacta, en casar-se va passar a viure a Mataró. El 1970 s'associà a l'Agrupació Científico-Excursionista de Mataró, entitat en què s'implicà totalment, i començà a dedicar-se a l'alpinisme, amb excursions als Pirineus i als Alps. L'any 1981 va ser el cap de la primera expedició catalana que coronà el Broad Peak, al Karakoram. Dirigí també l'expedició frustrada al Lhotse Shar (Himàlaia) del 1984 i participà en l'intent no reeixit d'ascens a l'Everest del 1983.
Dos anys més tard, i juntament amb Òscar Cadiach i Carles Vallès va acomplir la primera ascensió catalana al cim de l'Everest, en una expedició per la via quasi inexplorada del coll nord que patrocinà la Caixa de Barcelona. Les cròniques d'aquesta gesta històrica expliquen que Sors va fumar una cigarreta al sostre del món estant. En el descens, va patir una caiguda que podria haver estat mortal, quedant aturat per dues roques, i després va haver de fer un arriscat bivac d'alçada a 8.600 metres conjuntament amb tres companys més.
Morí a 37 anys víctima d'una allau mentre intentava per segona vegada l'ascensió al cim del Lhotse Shar el setembre de 1987. Aquest accident, que també ocasionà la mort dels alpinistes mataronins Sergi R. Escalera, Francesc Porras i Antonio Quiñones, és considerat la pitjor tragèdia de l'alpinisme català a l'Himàlaia. Davant la impossibilitat de baixar els cadàvers des de la glacera on s'havien precipitat, a 6.000 metres d'altura, la resta d'integrants de l'expedició van cobrir els cossos amb la neu i els van deixar a la muntanya.

## Memòria
Actualment la memòria de Toni Sors és encara present en el món de l'alpinisme català i especialment del muntanyisme maresmenc. L'any 2005 es va inaugurar un pavelló esportiu i un carrer que duen el seu nom al seu poble natal, Sant Vicenç de Montalt, on també hi ha un gegant amb la seva emblemàtica figura de barret d'ales amples i barba abundant.

A Mataró l'any 2006 es va inaugurar la placeta Antoni Sors al Parc Central, en què hi ha dedicat un monument obra de l'arquitecta Dolors Periel amb el perfil de l'Everest i una cita extreta d'unes cartes escrites per ell mateix:
JA SE SAP QUE LES MUNTANYES SÓN UNES DEESSES CAPRICIOSES
QUE A VEGADES ALS BUSCADORS DE LA INCERTA GLÒRIA, QUE SOM ELS ALPINISTES,
ENS POSEN BARRERES COM EL VENT O LA NEU
I ALTRES VEGADES ES QUEDEN PER SEMPRE AMB ELS MILLORS DELS MUNTANYENCS.
ARRIBAR AL CIM SEMPRE ÉS UNA SORT,
I AIXÒ ÉS POSSIBLE SI LA MUNTANYA T'HO PERMET, SI ÉS COMPLAENT AMB TU.
També a Mataró, a la façana de la seu de l'Agrupació Científico-Excursionista una placa recorda la seva mort i la dels seus companys de cordada, tot reconeixement llur trajectòria esportiva.
Des de 1994 compta amb un monòlit d'homenatge en un carrer que duu el seu nom a la urbanització de Goitallops, a Taradell, població amb què mantenia lligams.
Als entorns de Tavascan i els cims que envolten el llac de Certascan, al Pallars, s'organitza anualment una cursa d'esquí de muntanya que dirigí i ideà ell en la seva primera edició.